# Maka Bochorishvili
 (décembre 2024).
Maka Bochorishvili (géorgien : მაკა ბოჭორიშვილი), née le 15 août 1978, est une diplomate et Personnalité politique géorgienne, membre du Rêve géorgien. Elle est députée au Parlement géorgien depuis 2020, et ministre des Affaires étrangères depuis novembre 2024,.

## Récapitulatif des fonctions exercées
- Ministère des Affaires étrangères, Ambassade de Géorgie en Belgique et Représentation de la Géorgie auprès de l'UE : envoyée extraordinaire et plénipotentiaire (2018-2020)
- Chargé d'Affaires par intérim (2017-2018)
- Ministère des Affaires étrangères, Ambassade de Géorgie en Autriche, Représentation de la Géorgie auprès de l'OSCE : Envoyée extraordinaire et plénipotentiaire auprès des organisations internationales à Vienne (2015-2017)
- Ministère des Affaires étrangères, Direction de l'intégration européenne, Directrice-adjointe (2014-2015)
- Ministère des Affaires étrangères, Ambassade de Géorgie en Belgique, Représentation de la Géorgie auprès de l'UE, Conseillère (2010-2014)
- Ministère des Affaires étrangères, Département de l'intégration européenne, Division des relations UE-Géorgie, Chef de division (2009-2010)
- Ministère des Affaires étrangères, Service juridique international, Secrétaire (2005-2009)
- Ministère des Affaires étrangères, Ambassade de Géorgie en Belgique et Représentation de Géorgie auprès de l'UE, Secrétaire (2005-2009)
- Académie diplomatique de Géorgie, Maîtresse de conférence (2002-2005)
- Représentation de la Géorgie auprès de l'UE, Service juridique : stagiaire puis attachée (1999-2004)